# Pardosa taczanowskii
Pardosa taczanowskii là một loài nhện trong họ Lycosidae.
Loài này thuộc chi Pardosa. Pardosa taczanowskii được Tord Tamerlan Teodor Thorell miêu tả năm 1875.